# Pierre-Yves Corthals
Pierre-Yves Corthals, né le 23 octobre 1975 à Liège, est un pilote automobile belge.

## Carrière
Après avoir fait du karting, Corthals a commencé sa carrière dans le Championnat de Belgique de Renault Clio en 1994, où il a remporté le titre pendant trois années consécutives entre 1995 et 1997, mais aussi en 2000 et 2004. Il a remporté la Clio Cup International en 2001, devant Alessandro Balzan et Jeroen Bleekemolen.
En 2001, il a participé à deux manches du Championnat d'Europe des Voitures de Tourisme, une fois pour l'équipe BMW RBM à Donington Park, et une autre fois pour Carly Motorsport sur le circuit de Spa-Francorchamps, pour finir la première course à la sixième place.
Corthals a débuté la compétition en WTCC en 2006, pour JAS Motorsport dans une Honda Accord, terminant septième dans le trophée des indépendants.
Il s'installe chez Exagon Engineering en 2007, au volant d'une SEAT León. Il s'améliore et termine ainsi troisième du classement des Indépendants. Il reste chez Exagon en 2008, et termine quatrième du classement des Indépendants. Il arrête le WTCC en 2009 et se dirige vers le Belgian Touring Car Series où il reste pour la saison 2010. Il fera cependant un retour en WTCC lors de la manche en Belgique sur le circuit de Zolder.
Corthals est un pilote régulier des 24 Heures de Spa.